# Cigaritis orientalis
Cigaritis orientalis är en fjärilsart som beskrevs av Riley 1925. Cigaritis orientalis ingår i släktet Cigaritis och familjen juvelvingar. Inga underarter finns listade i Catalogue of Life.